# ロープマジック
ロープマジック（Rope magic）とは、ロープを用いたマジックの総称。クロースアップ・マジックから、サロンマジック、ステージマジックにいたるまで幅広く演じられる。
ロープマジックを得意とするマジシャンはマック・キング、ダロー、タバリーなど。特にタバリーは1991年のFISMスイス大会のMicromagic部門でグランプリを獲得している。

## ロープマジックの歴史
ロープマジックの歴史は古く、唐で出版された仏教の百科事典である『法苑珠林』にも切ったロープを復活させる奇術のようなものが登場する。本格的なロープマジックの解説としては17世紀にロンドンで発行された『ホーカス・ポーカス・ジュニア』が挙げられる。日本では、1729年の『和国たはふれ草』において、縄切りと称していわゆるロープ切りの演技が解説されており、ここで書かれている方法は現在のロープマジックでも同様に使われることがある。

## 代表的なロープマジック
ロープ切り
1本のロープをハサミやナイフなどで中ほどから切断して2本にしてそれを元通りの1本に戻すというもの。
数多くの方法が考案されているが、ダリエル・フィツキーは『Only 6 ways to restore a rope』（1944年）においてロープ切りの方法を6つに分類し、それらを組み合わせることによって独自の方法を考案できるとしている。なお『Only 6 ways to restore a rope』はのちに『Rope Eternal』と名を改め、日本でも高木重朗の和訳によって『ロープ奇術』（力書房）として出版されたが、すでに絶版となっている。
ロープ切りにおいて、切った後のロープが元に戻る部分についても下記のように多くのバリエーションがある
- 切ったあとの2本のロープの端同士を結ぶが、結び目がロープ上を移動して外れ、ロープは1本になる（Sliding knot）
- 切ったあとの2本のロープの端同士を結ぶが、引っ張ると結び目が外れ、ロープは1本になる（Jumping knot）
- 切ったあとの切れ目を手で隠しおまじないをかけて手をどけるとロープの切れ目がなくなっている
- 切ったあとのロープを束ね（または丸め）て、おまじないをかけてあらためて調べると復活している
- 切ったあとのロープを投げてキャッチすると1本に戻っている（Throw Restoration）

またロープを3つ（またはそれ以上）に切ってから復活させる手順も考案されている。逆にハサミなどを使わずにロープを切断する、というマジックも存在する（Finger Cut）。
3本ロープ
長いロープ、中くらいのロープ、短いロープの3本のロープを用いる。長さの違うはずの3本のロープが全部同じ長さになってしまう。そのあとはロープの長さを元通りの長・中・短に戻したり、3本のロープをつなげて1本のロープにしてしまったり色々なバリエーションがある。リチャード・サンダースが『Fiber Optics』というDVDで現代的な3本ロープのルーティンを解説している。
リング・オン・ロープ
リングがロープとつながったり外れたりするマジック。
結び目を使ったマジック
結び目の出現・消失・移動、結び目がロープから外れるなど。
カラーチェンジングロープ
ロープの色が変化するマジック。前述の結び目のマジックと組み合わせて、結び目だけ色が変わったりすることもある。
5本ロープ
5本のロープを持っているがそのうち1本を投げ捨てる。しかし気づくと手元には5本のロープがある。また1本投げ捨てるがいつのまにか手元には5本のロープがある。これを何度も繰り返す。コメディ風に演じられることが多い。
チャイニーズロープ
3本のロープをそれぞれ端同士を結んで3本の輪をつくるがいつのまにかつながってしまい、そのあと再びバラバラになってしまうマジック。
ロープ・ミラクル
原案はオランダのリンク。2本のロープをくびにかけ、端を手で揉んでいるとそこがつながる。そのあと首からロープを外すと、2本のロープが輪になってつながっている状態になっている。
リンキング・ロープ
長短2本のロープを用意し、それぞれを輪になるように結ぶ。2つの輪がリンキング・リング（ステージマジックを参照）のように連結したり分離したりする。
ヒンズーロープ
インディアンロープと呼ばれることもある。旅行家イブン＝バットゥータの『諸都市の新奇さと旅の驚異に関する観察者たちへの贈り物』において、14世紀の中国でインドの奇術師が実演していたされる奇術。
夕暮れどきに奇術師が弟子を連れて登場し、ロープに魔法をかけるとロープが空高くに登ってゆく。ロープの端がもう見えないところまで上がってゆくとロープの上昇は止まる。
奇術師は弟子の少年にロープを登るように指示し、少年はロープを登ってゆく。少年がやはり見えなくなるまで高く登ってゆくが、時間がたっても戻ってこない。そこで奇術師もロープを登ってゆく。奇術師の姿も見えなくなると、やがて少年の悲鳴とともに少年のバラバラになった体が空から降ってくる。
奇術師は血まみれになってロープから降りてきて、少年のバラバラの体に魔法をかけると少年は元通りになって復活する。
以上がヒンズーロープの現象であるが、これが実際に演じられた奇術なのか、単なる創作なのか、あるいは当初はもっと単純な奇術だったのに話が継承される過程で誇張されていったのか、真相は定かではない。ハワード・サーストンはそのトリックを知るためにインドまで行って懸賞金をかけたがわからなかった。また、ヴィクトリア女王、ジョン・ネヴィル・マスケリンなどもこの奇術をできるものに懸賞金をかけたがだれもそれを手にしていない。ジョン・キールは、自著『ジャドウ』の中で、合理的なトリックの説明を行っている。他にも集団催眠術説もある。
ハワード・サーストンは、屋外ではなくステージ上であるが20世紀に入ってからヒンズーロープを実際に演じている。日本ではMr.マリックがテレビ番組において現象の一部を再現している。またインドの奇術師イシャム・ディーンも少年がロープに登るところまでを再現しており、2007年9月19日に日本テレビの『史上最強のマジックＴＶ奇跡の宴』でその演技が放送された。
この奇術と似たものが、17世紀の中国・インドや17世紀のドイツの文献でも報告されている。